# Fekete torony (Brassó)
A brassói Fekete torony (románul: Turnul Negru, németül: Schwarze Turm) Brassó négy középkori külső őrtornyának az egyike. A Bácsél (Raupenberg) oldalában áll, közel a Kovácsok bástyájához. Nevét annak köszönheti, hogy 1559-ben villámcsapás érte, és a koromtól több száz éven keresztül fekete színű volt. A romániai műemlékek jegyzékében a külső védművek részeként a BV-II-m-A-11294.05 sorszámon szerepel.

## Története
Építésének pontos dátuma nem ismert, valószínűleg a 15. század második felében, a Fehér toronnyal egy időben építették, bár más források a 15. század elejére teszik keletkezését. Célja a környék felügyelése és a támadók visszaverése volt: őrség hiányában az ellenség könnyen megközelíthette volna a Warthe-domb felől a várost, és sziklák legörgetésével lerombolhatta volna a falakat. Ezen felül a toronyból leengedett 300 kilogrammos lánccal lehetett lezárni a szikla és a várfal közötti, a városerődöt megkerülő átjárót veszély esetén, továbbá a „csempészet megakadályozásának érdekében”.
Okmányokban legelőször 1541-ben említik. 1559. július 23-án egy villámcsapás felgyújtotta, melynek következtében megrongálódott, teteje elégett, falai megfeketedtek. 1669-ben kijavították, de az 1689-es tűzvész és egy 1696-os villámcsapás ismét megrongálta. A 18. század elején ismét kijavították. Őrtoronyként utoljára az 1756–1757-es pestisjárvány ideje alatt használták, mikor itt állomásoztak a város karanténját biztosító őrök. 1827-ben Johann Birthelmer brassói épületgondnok egy új tető készítését javasolta, azonban a javaslatot elutasították, mondván, hogy a torony nem hajt hasznot a városnak. 1901-ben a romosodó épületet megerősítették. Első műemléki felújítására csak az 1990-es években került sor, miután 1991 júliusában az esőzések miatt déli fala leomlott. A felújítás során vitatható módon eltávolították róla a koromréteget, és üvegtetővel fedték be.
A 2000-es évek elején a megyei múzeum fegyverkiállítását nyitották meg a toronyban, azonban 2015-ben bezárták, mivel nem volt jövedelmező; a torony belseje azóta nem látogatható.

## Leírása
Négyzet alapú zömtorony, alapterülete 50 m2, magassága 10,6 méter. A falak vastagsága 1,7 méter, anyaguk mészhabarccsal megkötött mész terméskő, a sarkokon mésztufa tömbökkel. Bent három körbefutó galéria van, minden emeleten minden irányban két-két lőrés figyelhető meg. Eredetileg fából készült és cseréppel fedett, gúla alakú toronysisak fedte, mely alatt körben védőtornác volt; innen vigyázták az őrök a város békéjét, és tűz esetén riadót fújtak. A jelenlegi üvegtető emlékeztet a hajdani toronysisakra.
Bejárata két méter magasan van, egykor csak mozgóhídon lehetett elérni a Kovácsok bástyájából vagy a Mészárosok zwingeréből. Jelenleg gyalogösvényen a Várkert sétány vagy a Fehér torony felől közelíthető meg, erkélyéről kiváló kilátás nyílik a történelmi központra.

## Képek

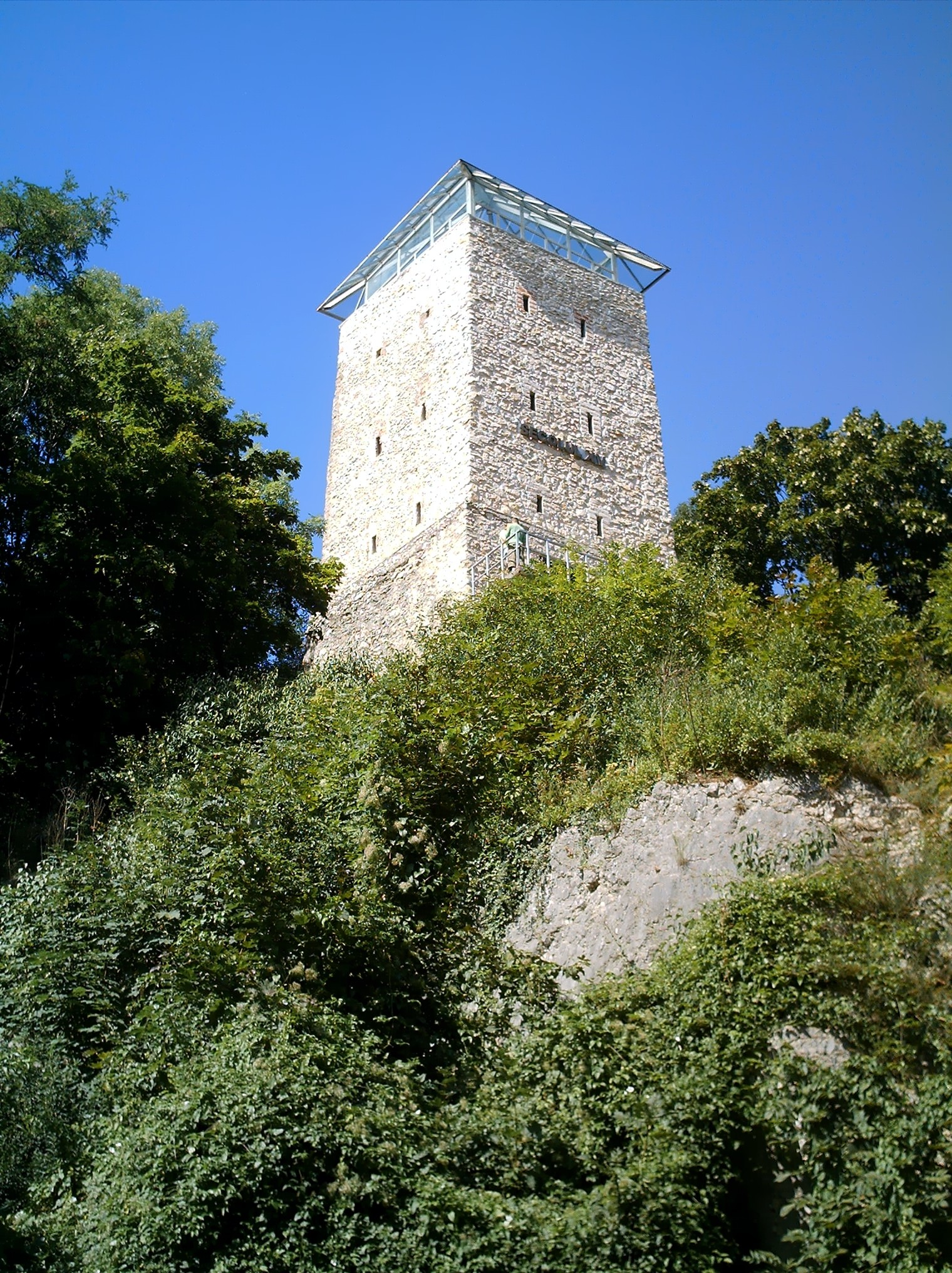
A Fekete torony
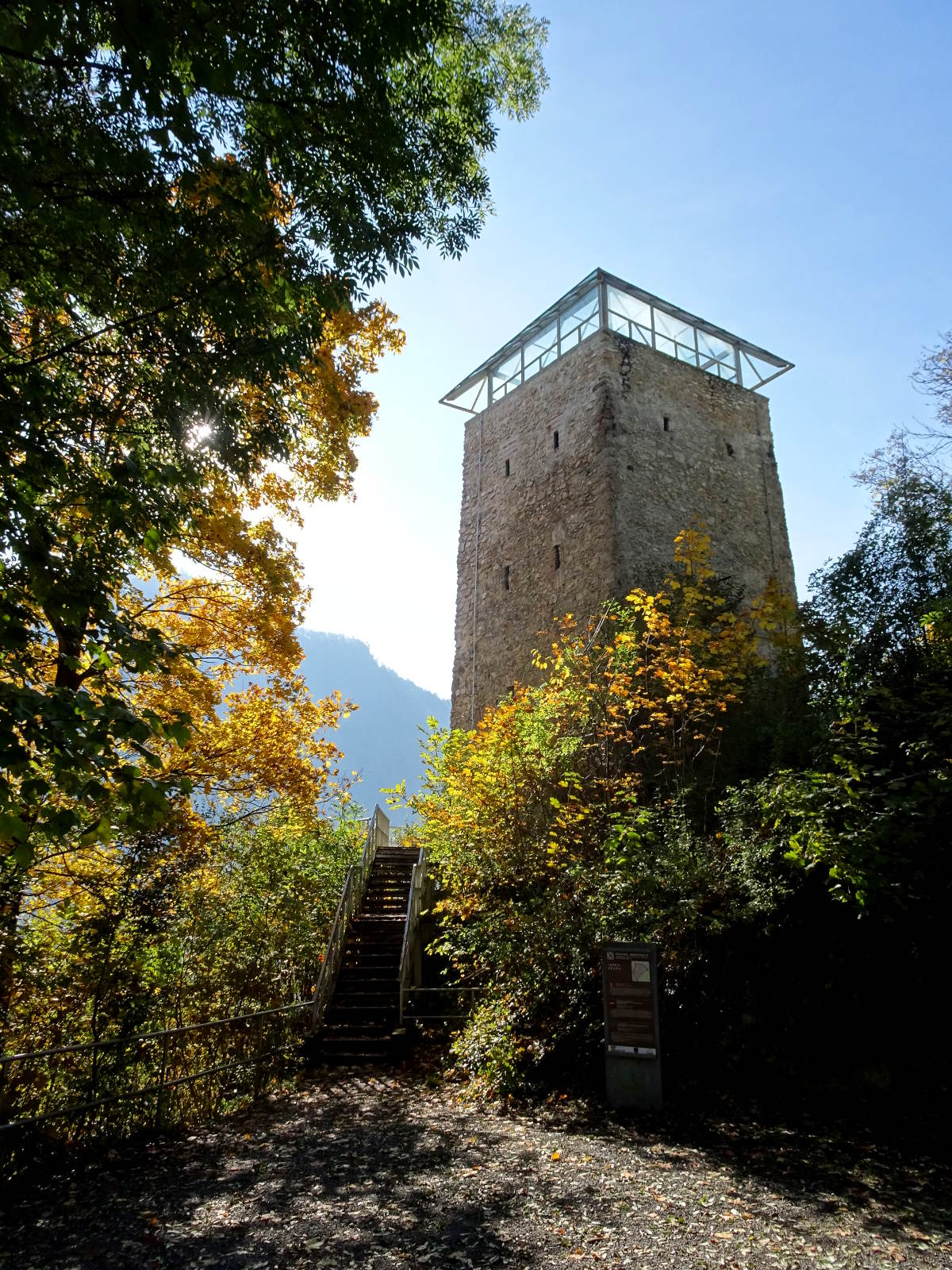
Ősszel
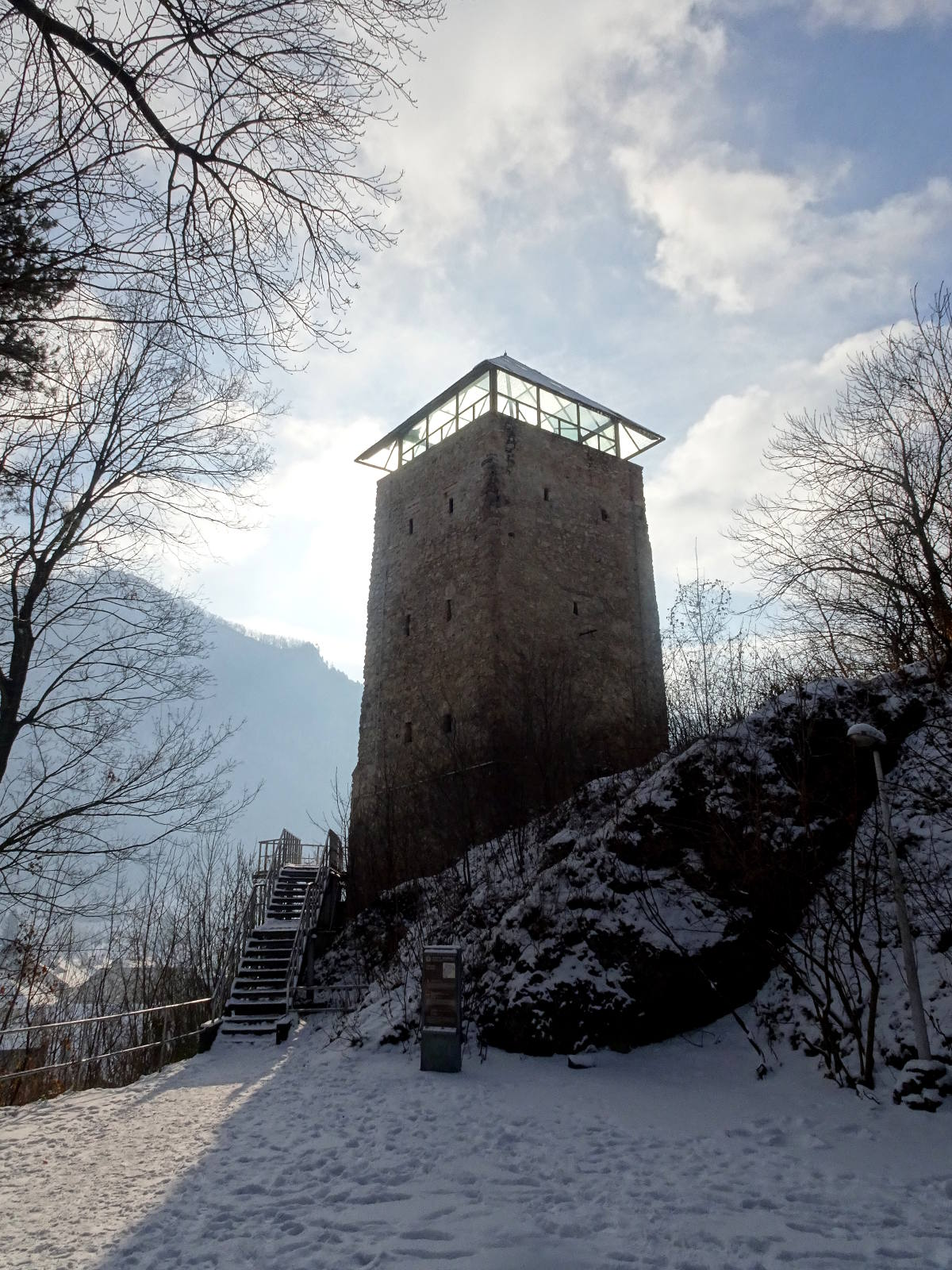
Télen
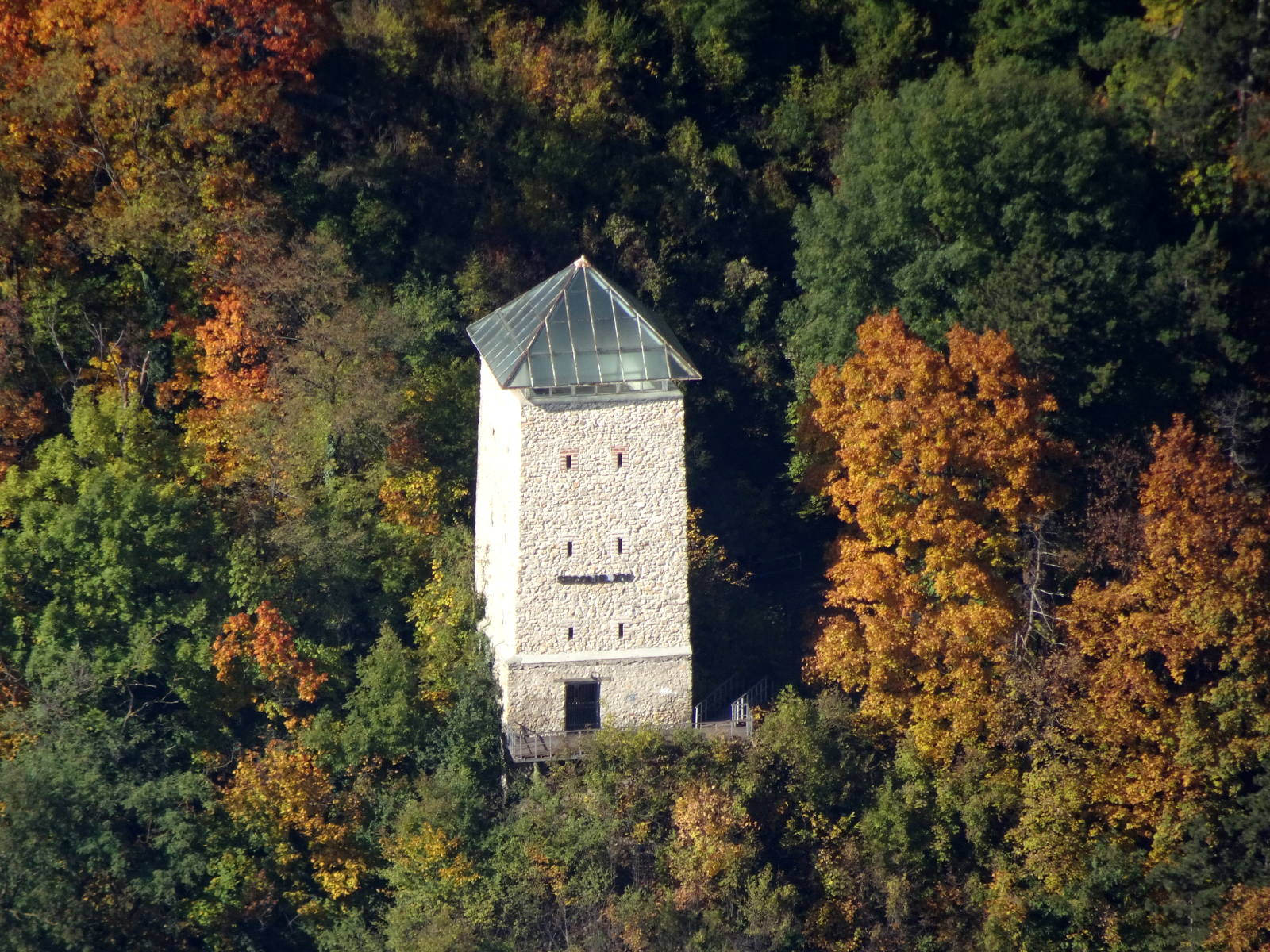
A torony látványa a Cenkről
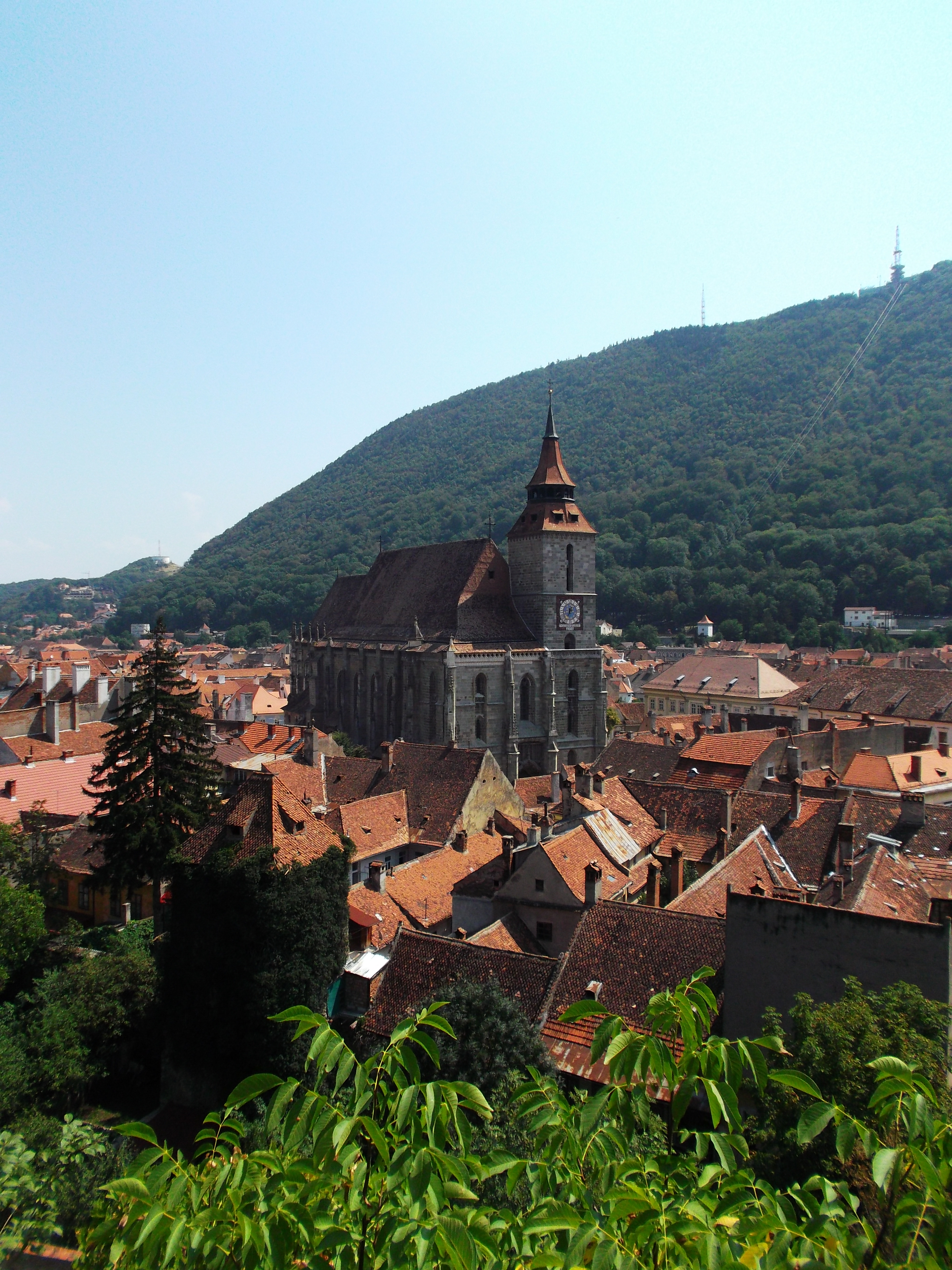
Rálátás a városra a torony mellől